# Port Antonio
Port Antonio – miasto na Jamajce w hrabstwie Surrey. Miasto jest stolicą regionu Portland, leży na północno-wschodnim wybrzeżu Jamajki, około 100 km od stolicy kraju Kingston. Populacja miasta wynosi 12.285 w 1982 i 13.246 w 1991. Jest trzecim pod względem wielkości portem wyspy, centrum pośrednictwa w handlu bananami i orzechami kokosowymi i jednym z ważnych ośrodków turystycznych (turystyka jest głównym motorem gospodarki miasta).
Port Antonio był sennym przybrzeżnym miastem do 1880 roku, kiedy drobny handlarz Lorenzo Dow Baker zaczął eksportować banany z Jamajki i wypromował Port Antonio jako cel podróży dla bogatych Amerykanów. Mały port stał się szybko rozwijającym się miastem.